# Coeliccia wilsoni
Coeliccia wilsoni là loài chuồn chuồn trong họ Platycnemididae. Loài này được Zhang & Huo mô tả khoa học đầu tiên năm 2011.